# Gabriella de Lucia
Gabriella de Lucia és una astrofísica italiana. Va obtenir un doctorat en astrofísica teòrica a l'Institut Max-Planck d'Astrofísica (MPA, Garching, Alemanya) el 2004. En el mateix any, se li va oferir a 3 anys (més tard es va estendre a 5 anys) posició postdoctoral a l'Institut Max-Planck d'Astrofísica (MPA). El 2008, va ser guardonada amb una beca per a investigadors independents a partir del Consell Europeu de Recerca per establir un petit grup de recerca a l'Observatori astronòmic de Trieste, on es va traslladar com a Investigadora Sènior el 2009. Actualment és astrònoma de l'Institut Nacional d'Astrofísica italià l'Observatori astronòmic de Trieste.
Ha fet contribucions importants a la connexió entre els models teòrics de formació de l'estructura i les propietats observades de les galàxies en diferents èpoques còsmiques. Ha explorat aquesta connexió utilitzant diverses tècniques innovadores, que han portat a importants revisions a les interpretacions convencionals de les propietats observades de les galàxies. Els models que ha desenvolupat han donat una nova forma a la nostra comprensió dels processos físics que impulsen l'evolució de les galàxies i, en particular, de com aquestes depenen de l'entorn en el qual les galàxies resideixen.

## Premis
Gabriella de Lucia va obtenir el Premi MERAC 2013 al Millor Investigador de Carrera Primerenc en Teòrica Astrofísica, pel seu treball en el teòric modelatge de la formació de galàxies i la seva evolució. Els models que ha desenvolupat han donat una nova forma a la nostra comprensió dels processos físics que impulsen l'evolució de les galàxies i, en particular, de com aquestes depenen de l'entorn en què les galàxies resideixen.